# Andrei Anatoljewitsch Sidjakin
Andrei Anatoljewitsch Sidjakin (russisch Андрей Анатольевич Сидякин; * 20. April 1979 in Ufa, Russische SFSR) ist ein russischer Eishockeyspieler, der zuletzt bei Sewerstal Tscherepowez in der Kontinentalen Hockey-Liga unter Vertrag stand.

## Karriere
Sidjakin begann seine Karriere im Team von Salawat Julajew Ufa aus der russischen Superliga, für die er bis zum Jahr 2002 spielte. Im NHL Entry Draft 1997 wurde er in der achten Runde an insgesamt 202. Stelle von den Montréal Canadiens gedraftet. 2002 erfolgte der Wechsel zu Sewerstal Tscherepowez, mit denen er Russischer Vizemeister wurde. Ein Jahr später verließ er die Mannschaft wieder und ging zu seinem Heimatverein Salawat Julajew Ufa zurück, für den er bis 2010 spielte – zunächst fünf Jahre in der Superliga und ab der Saison 2008/09 in der neu gegründeten Kontinentalen Hockey-Liga.
Die Saison 2010/11 begann Sidjakin beim HK Spartak Moskau in der KHL und beendete sie bei dessen Ligarivalen HK Jugra Chanty-Mansijsk. Zur folgenden Spielzeit wurde er von Sewerstal Tscherepowez verpflichtet.

### International
Für Russland nahm Sidjakin an der U18-Junioren-Europameisterschaft 1996 teil, bei der er mit seiner Mannschaft die Goldmedaille gewann.

## Erfolge und Auszeichnungen
- 1995 IIHF-Federation-Cup-Gewinn mit Salawat Julajew Ufa
- 1996 Goldmedaille bei der U18-Junioren-Europameisterschaft
- 1998 Silbermedaille bei der Junioren-Weltmeisterschaft
- 2003 Russischer Vizemeister mit Sewerstal Tscherepowez
- 2008 Russischer Meister mit Salawat Julajew Ufa

## KHL-Statistik
(Stand: Ende der Saison 2010/11)